# Lamborghini Jarama
Lamborghini Jarama je sportski automobil talijanskog proizvođača automobila Lamborghini, koji se proizvodio od 1970.g. do 1976.g. Automobil je dizajnirao Marcello Gandini koji je u to vrijeme radio za tvrtku Bertone. Model je dobio ime po trkaćoj stazi Jarama koja se nalazi u okolini Madrida u Španjolskoj (staza je dobila ime po rijeci Jarama). 
Godine 1970., Lamborghini je morao redizajnirati model Islero kako bi zadovoljio nove američke standarde sigurnosti i emisije ispušnih plinova. 
Novi automobil je napravljen na skraćenoj verziji iste platforme kao i model Espada. 
Napravljene su dvije izvedbe modela, izvorni GT (proizvodio se od 1970. do 1973.), koji je imao V12 motor snage 350 KS, i GTS, znan kao Jarama S (proizvodio se od 1973. do 1976.) čija je snaga povećana na 365 KS. Osim promjena na motoru, GTS izvedba je imala nekoliko manjih modifikacija karoserije i asistirano upravljanje, dok su automatski mjenjač i krovne ploče koje se mogu skidati, bile dostupne opcije. Ukupno je proizvedeno 328 Jarama od toga 176 Jarama i 152 Jarama S.

## Vanjske poveznice
- (engl.) Lamborghini registar - Jarama